# Lapatinib
Lapatiníb, pod zaščitenima imenoma Tyverb in Tykerb, je protirakava učinkovina iz skupine malih molekul, ki deluje kot zaviralec tirozin kinaze za epidermalni rastni faktor in se uporablja se pri zdravljenju nekaterih vrst raka dojke. Uporablja se peroralno (skozi usta).
V kombinaciji z drugimi zdravili (s kapecitabinom, trastuzumabom ali zaviralci aromataze) se uporablja v zdravljenju HER2-pozitivnega, razširjenega raka dojk.

## Klinična uporaba
Lapatinib se v kombinaciji z drugimi zdravili uporablja za zdravljenje napredovalega ali razsejanega raka dojke s prekomerno izraženostjo receptorja za epidermalni rastni dejavnik tipa 2 (HER2), in sicer:
- v kombinaciji s citostatikom kapecitabinom, po predhodnem zdravljenju, ki je moralo vključevati antracikline in taksane ter zdravljenje s trastuzumabom;
- v kombinaciji z monoklonskim protitelesom trastuzumabom pri bolnikih z razsejano boleznijo, pri katerih tumorji ne izražajo hormonskih receptorjev in pri katerih je bolezen napredovala med predhodnim zdravljenjem s trastuzumabom v kombinaciji s kemoterapijo;
- v kombinaciji z zaviralcem aromataze pri ženskah po menopavzi, pri katerih tumorji izražajo tudi hormonske receptorje.

## Neželeni učinki
Za lapatinib velja, podobno kot ta številne druge zaviralce tirozin kinaz, da ga bolniki načeloma dobro prenašajo. Najpogostejši poročani neželeni učinki so driska, utrujenost, slabost in izpuščaj. Pojav z lapatinibom povezanega kožnega izpuščaja kaže na boljši izid zdravljenja. V kliničnih preskušanjih so poročali tudi o povečanju vrednosti jetrnih encimov. Ob uporabi lapatiniba se lahko pojavi tudi z zdravilom povzročeno podaljšanje intervala Q-T, vendar pa ni poročil o povzročanju torsades de pointes. Pri uporabi lapatiniba se priporoča previdnost pri bolnikih s hipokaliemijo, hipomagneziemijo, sindromom prirojenega podaljšanja intervala Q-T in pri sočasni uporabi drugih zdravil, ki podaljšujejo interval Q-T. Pri uporabi lapatiniba v kombinaciji s kapecitabinom se pri 2 % bolnikov pojavi reverzibilno zmanjšanje funkcije levega srčnega prekata.

## Mehanizem delovanja
Lapatinib je mala molekula, ki deluje znotrajcelično. Po prestopu celične membrane se veže na znotrajcelično tirozin-kinazno domeno receptorjev za epidermalni rastni dejavnik (HER2 in HER1); za svoje delovanje ne potrebuje zunajcelične domene receptorja.
Receptor HER2 je prekomerno izražen pri okoli petini bolnikov z rakom dojke (ki se zato imenujejo HER2-pozitivni raki). Prekomerna izraženost HER2 vodi v povečano aktivacijo celičnih signalnih poti, povezanih s povečano rastjo in razmnoževanjem rakavih celic. Lapatinib tako z zaviranjem receptorja HER2 posledično zavira rast rakavih celic, podaljša čas do napredovanja bolezni in podaljša preživetje.